# 霍維鼐
霍維鼐（？年—1697年11月19日），字玉調，順天京衛人，順治十八年辛丑科武狀元，康熙三年管貴州貴陽城守副將事統領經制官兵駐劄貴陽府，康熙八年，官平遠副將，康熙二十二年任山東沂州副將，康熙二十九年陞廣東高雷廉鎮總兵，康熙三十六年十月六日在任病故。

### 相關詩文
郭棻〈送霍玉調副將復鎮萊州〉：蓬島喧傳橫海雄，築壇詔寵賜彤弓。近聞天子勤東顧，重遣將軍守大風。雲裏飛來金雀印，海邊躍出玉龍驄。漢家指日圖麟閣，還數嫖姚第一功。
郝浴〈寄贈霍玉調移鎭水西〉：管葛絲綸乆寂寥，卻將韓白問嫖姚。風生閣道三馳馬，兩洗烏蠻一射鵰。路入木稀惟紫翠，夢回龍馭尙飄颻。策名舊在無䨇處，好把韜鈐報聖朝。
李興祖〈壽霍玉調都護〉：綵弧懸月，畵戟凝曦，政老親臺，崧岳誕瑞之時，海屋增籌之日也。弟快覩摩銅，欣懷拜石，效野人一芹之獻，攄華封三祝之忱。伏冀丈人峯峻，不拒微拳，將軍樹大，能羅小草。喜躍同於鶴舞，佩戴不啻鰲擎。
許虬〈留別葛總戎端人兼寄霍玉調武狀元〉：甲辰冬月雁行盟，東井珠璣耿耿明。天地豈能無介冑，古今何必賤書生。虞廷岳牧皆驡虎，塞上衣冠問弟兄。更有嫖姚驚末座，一時聲價重連城。
許虬〈贈霍狀元玉調移鎮平遠〉：平遠環觀沃野周，蠻方瘴塞本神州。猗嗟大武三年伐，於爍王師一統謀。閲甲沙場喧鼓角，櫜弓蓮幕靜更籌。漢家雖有嫖姚將，可許傳臚玉殿頭。